# 인생설계 하이 라이프
《인생설계 하이 라이프》는 대한민국 OBS경인TV에서 매주 토요일 낮 12시 35분에 방송되는 시사/교양 정보 프로그램이다.